# Los peores años de nuestra vida
Los peores años de nuestra vida es una película española de Emilio Martínez Lázaro de 1994.

## Argumento
Alberto Reino (Gabino Diego) es un romántico adolescente que está al borde de la desesperación porque no consigue enamorar a las chicas. Sin embargo su hermano Roberto (Jorge Sanz) es un conquistador nato. Un día Alberto se enamora de María (Ariadna Gil), su hermano se ofrece a ayudarle pero sus intenciones no son nada buenas.

## Premios
- Premio Goya al mejor sonido para Gilles Ortion, Gilles Ortion, José Antonio Bermúdez,  Carlos Garrido y Polo Aledo en la IX edición de los premios.

## Reparto
| Intérprete           | Personaje            |
| -------------------- | -------------------- |
| Gabino Diego         | Alberto              |
| Ariadna Gil          | María                |
| Jorge Sanz           | Roberto              |
| Agustín González     | Padre                |
| Maite Blasco         | Madre                |
| Jesús Bonilla        | Santos               |
| Carme Elías          | Carola               |
| Ayanta Barilli       | Rosy                 |
| Jorge de Juan        | Santiago             |
| Mónica López         | Marisa               |
| Vanessa Sáiz         |                      |
| María Adánez         | Sara                 |
| Ana Álvarez          | Actriz               |
| Toni Cantó           | Actor                |
| Torrebruno           | Cantante             |
| Mercedes Lezcano     | Carmen               |
| Begoña Valle         | Madre de Laura       |
| Álex Angulo          | Hombre en TV         |
| Ramón Barea          | Director             |
| Antonio L. Campillo  | Tristán              |
| Emilio Fontán        | Hombre de Jamaica    |
| Natalia Menéndez     | Periodista 1         |
| Susana Buen          | Periodista 2         |
| Antonio de la Torre  | Periodista 3         |
| Jaime Linares        | Jaime                |
| David Trueba         | Espectador Cine      |
| El Gran Wyoming      | Presentador Concurso |
| Luis González        |                      |
| Carlos Vilches       | Alberto (niño)       |
| Sarai Noceda         |                      |
| Concha García Campoy | Mujer en TV          |

- Datos: Q7776218